# Вычулки (Люблинское воеводство)
Вычулки (пол. Wyczółki) — деревня в Бяльском повете Люблинского воеводства Польши. Входит в состав гмины Пищац. По данным переписи 2011 года, в деревне проживало 225 человек.

## География
Деревня расположена на востоке Польши, к востоку от реки Лютни, на расстоянии приблизительно 17 километров юго-востоку от города Бяла-Подляска, административного центра повета. Абсолютная высота — 142 метра над уровнем моря.

## История
По данным на 1827 год имелось 23 двора и проживало 152 человека. Согласно «Справочной книжке Седлецкой губернии на 1875 год» деревня входила в состав гмины Костеневичи Бельского уезда Седлецкой губернии. В 1912 году Бельский уезд был передан в состав новообразованной Холмской губернии.
В 1975—1998 годах деревня входила в состав Бяльскоподляского воеводства.

## Население
Демографическая структура по состоянию на 31 марта 2011 года:
|         | Всего | До трудоспособного возраста | Трудоспособного возраста | Старше трудоспособного возраста |
| ------- | ----- | --------------------------- | ------------------------ | ------------------------------- |
| Мужчины | 115   | 19                          | 83                       | 13                              |
| Женщины | 110   | 23                          | 56                       | 31                              |
| Всего   | 225   | 42                          | 139                      | 44                              |